# Kaukasusfront (Erster Weltkrieg)
Bergmann-Offensive –
Sarıkamış –
Ardahan –
Van –
Malazgirt –
Karakilise –
Erzurum –
Trabzon –
Bitlis –
Muş –
Deutsche Kaukasusexpedition –
Sardarapat –
Abaran –
Karakilisa –
Baku
Die Kaukasusfront war ein Nebenkriegsschauplatz im Ersten Weltkrieg. Die Kriegsfront wurde eröffnet, als russische Truppen am 1. November 1914 die Grenze zur Türkei im Kaukasus überschritten. Das Russische Reich und das Osmanische Reich bildeten die Hauptkonfliktparteien in den Kämpfen im Kaukasus, in Ostanatolien und im Schwarzen Meer. 1917/18 schied Russland aus dem Krieg aus. Mit Aserbaidschan, Großbritannien, Armenien, der Kommune von Baku und der Zentralkaspischen Diktatur traten im Anschluss neue Parteien in den Konflikt ein.
Das Russische Reich dominierte in den Anfangsjahren auf diesem Kriegsschauplatz. So musste das Osmanische Reich zur Jahreswende 1914/1915 in der Schlacht von Sarıkamış eine vernichtende Niederlage hinnehmen. Bei der nachfolgenden russischen Gegenoffensive erlitten die Osmanen große Gebietsverluste in Ostanatolien. Der russische Vorstoß kam nach dem 23. Februar 1917 wegen der Auswirkungen der Februarrevolution zum Erliegen. Die russische Kaukasusarmee löste sich in der Folge der Revolutionswirren auf. An ihre Stelle traten Einheiten bestehend aus armenischen Freiwilligen, Irregulären und Soldaten des neu gebildeten armenischen Staates. 1918 traten auch Soldaten der Entente, die von den Fronten im Westen und in Mesopotamien kamen, unter dem Oberkommando von General Lionel Dunsterville auf diesem Kriegsschauplatz hinzu. Diese Einheit wurde Dunsterforce genannt. Auch das mit dem Osmanischen Reich verbündete Deutsche Reich entsandte mit der Deutschen Kaukasusexpedition Soldaten in die Region, um Öllieferungen zu sichern.
Der Konflikt, der im Hintergrund vom Völkermord an den Armeniern begleitet wurde, endete am 3. März 1918 mit dem Friedensvertrag von Brest-Litowsk und dem Vertrag von Batumi vom 4. Juni 1918. Trotzdem gab es noch einige Auseinandersetzungen zwischen den Osmanen, der Zentralkaspischen Diktatur, der Republik Bergkarabach, der Dunsterforce und dem britischen Empire. Diese Konflikte endeten endgültig am 30. Oktober 1918 mit dem Waffenstillstand von Mudros.

## Hintergrund
Das Hauptziel des Osmanischen Reiches war die Rückgewinnung der Gebiete, die es im Russisch-Osmanischen Krieg 1877/78 verloren hatte. Dazu sollten die Städte Artvin, Ardahan, Kars und Batumi zurückerobert werden. Ein osmanisches Engagement an diesem Kriegsschauplatz machte die Verlagerung russischer Truppen von der Ostfront erforderlich. Dadurch konnten wichtige russische Verbände gebunden werden. Das Deutsche Reich versorgte die Osmanen daher mit fehlenden Ressourcen. Die Kräfte der osmanischen dritten Armee sollten die Kriegsziele der Osmanen umsetzen. Kriegsminister Enver Pascha hoffte, dass ein Erfolg im Kaukasus den Weg nach Tiflis erleichtern und eine Revolte der muslimischen Kaukasier gegen Russland entfachen würde. Das strategische Ziel der Osmanen und der Deutschen war es, die Russen von den Ölfeldern am Kaspischen Meer abzuschneiden. Russland betrachtete die Kaukasusfront als weniger wichtig als die Ostfront. Diese band den größten Teil der russischen Truppen und Ressourcen. Russland befürchtete aber, dass die Osmanen versuchen würden, Kars und Batumi zu erobern. Bei einem Treffen des russischen Außenministers Sasonow mit dem britischen Botschafter Buchanan und dem französischen Botschafter Paléologue im März 1915 sagte Sasonow, dass die Russen die osmanische Hauptstadt, den Bosporus, die Dardanellen, das Marmarameer, Südthrakien bis nach Enos-Midia, die Schwarzmeerküste vom Bosporus bis zum Sakaryafluss und bis hinter die Bucht von İzmit beanspruche (→ Abkommen über Konstantinopel und die Meerengen). Das Zarenregime plante, die muslimische Bevölkerung Nordanatoliens und Istanbuls gegen die verlässlicheren Kosaken auszutauschen.
Die armenische nationale Befreiungsbewegung wollte eine armenische Republik errichten, was ihr im Mai 1918 auch gelang. Doch schon vorher – 1915 – wurden die Administration Westarmenien und die Republik Bergkarabach gegründet. Die Zentralkaspische Diktatur wurde unter Beteiligung der Armenier gegründet. Keines dieser drei Gebilde bestand lange.
Die Briten unterstützten die Russen, um die Loslösung des Kaukasus vom Russischen Reich zu verhindern. Die Ziele der Osmanen hätten auch die Anglo-Persian Oil Company (APOC) gefährdet, die das Recht hatte, in ganz Persien außer im Norden Öl zu fördern. Vor dem Kriegsbeginn im August 1914 handelte die britische Regierung eine Vereinbarung mit der APOC aus, um die Seeflotte mit Treibstoff zu versorgen.

## Truppenstärke

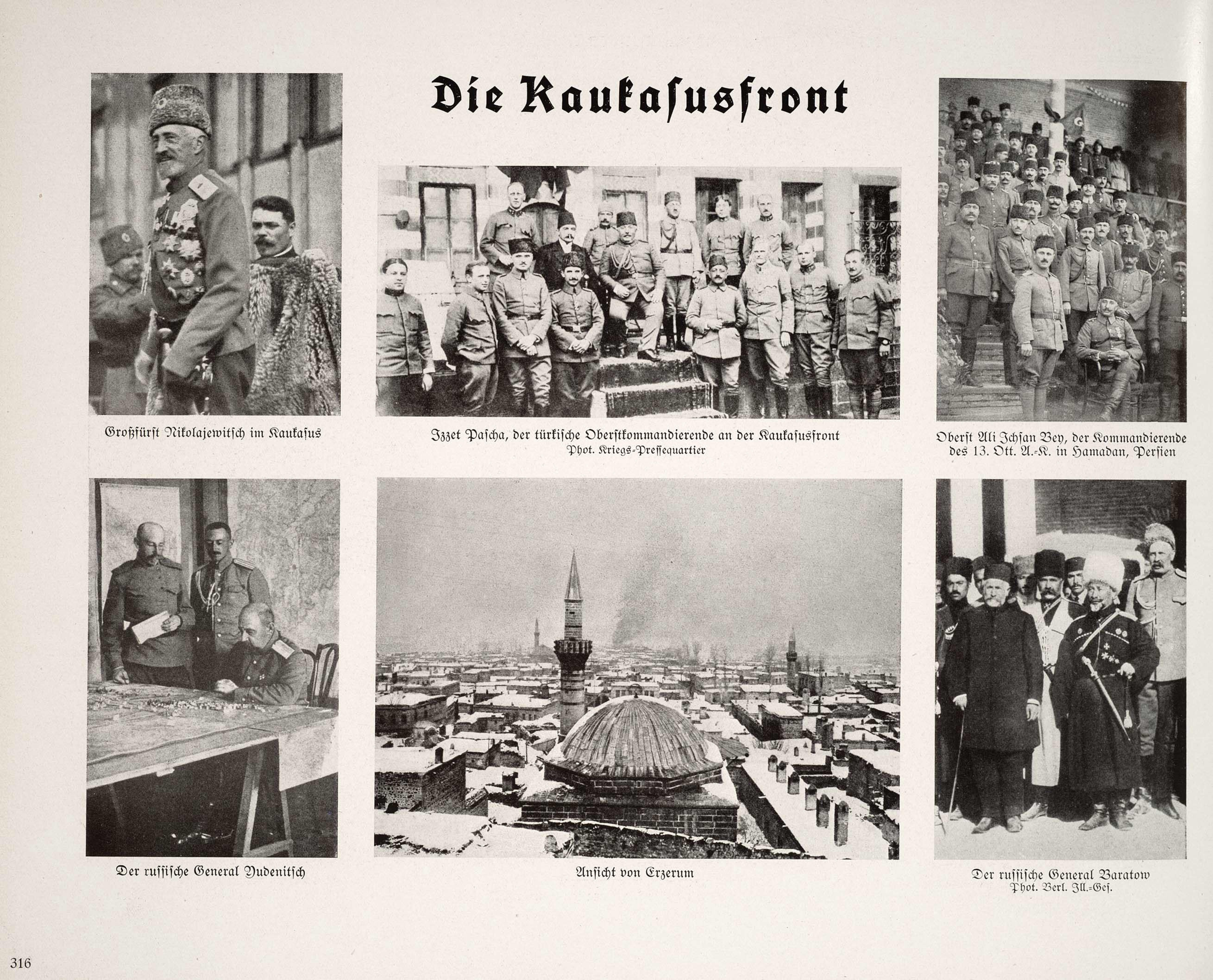
Bildercollage zum Krieg am Kaukasus

### Osmanen
Die Osmanen hatten ihre 3. Armee vor Ort stationiert. 1916 wurden die Truppen durch die Verlegung der 2. Armee verstärkt. Im Vergleich mit den Alliierten waren der osmanische Generalstab unter dem deutschen General Friedrich Bronsart von Schellendorf und die Organisation unterlegen. Zu Beginn des Konfliktes hatten die Osmanen 100.000 bis 190.000 Mann, von denen viele schlecht ausgerüstet waren.

### Russen
Vor dem Krieg hatte die russische Kaukasusarmee 100.000 Mann unter dem nominellen Befehl des Generalgouverneurs des Kaukasus Illarion Woronzow-Daschkow. Der tatsächliche Befehlshaber war dessen Stabschef, General Nikolai Judenitsch. Kurz vor Beginn des Kaukasusfeldzugs mussten die Russen aber mehr als die Hälfte ihrer Soldaten aufgrund der Niederlagen in der Schlacht bei Tannenberg im August 1914 und der Schlacht an den Masurischen Seen an die ostpreußische Front verlagern. Lediglich 60.000 Mann blieben am Kaukasus zurück, die von den armenischen Generälen Towmas Nasarbekjan, Mowses Silikjan und Daniel Bek-Pirumyan kommandiert wurden. 1917 löste sich die Kaukasusarmee nach der Oktoberrevolution auf. Als die Russen sich aus Ostanatolien zurückzogen, hielten armenische Soldaten die Stellungen gegen die Osmanen. Es gab anfangs etwa 110.000 bis 120.000 armenische Kämpfer. Insgesamt kämpften 150.000 Armenier in verschiedenen alliierten Armeen gegen die Osmanen.

### Armenier
Im Sommer 1914 wurden in der russischen Armee Einheiten aus armenischen Freiwilligen eingerichtet. Diese Einheiten bestanden nicht aus armenischen Einwohnern des Zarenreiches, denn diese wurden schon an der Ostfront eingesetzt. Sie setzen sich aus Armeniern des Osmanischen Reiches zusammen und wurden von Andranik Ozanian, Drastamat Kanajan, Arschak Gafawjan und Sargis Mehrabjan kommandiert. Anfangs betrug ihre Zahl etwa 20.000 und sie standen außerhalb der russischen Militärkommandostrukturen. Mit der Zeit wuchs ihre Zahl und General Judenitsch entschloss sich 1916, die armenischen Verbände mit der russischen Kaukasusarmee zu vereinigen oder sie aufzulösen.
Andere armenische Milizen setzten sich aus sogenannten Fedajin zusammen und sammelten sich um bekannte Führer wie etwa Murad von Sebasteia (armenisch Սեբաստացի Մուրատ). Diese Partisaneneinheiten machten laut Boghos Nubar Pascha den größten Teil der armenischen Einheiten aus. Im Dezember 1917 gründete die Armenische Revolutionäre Föderation (Daschnak) mit Erlaubnis des Armenischen Kongresses von Ostarmenien Militärverbände. Das Korps stand unter dem Befehl von General Towmas Nasarbekjan. Drastamat Kanajan wurde zum Zivilkommissar ernannt. Das Korps war in drei Divisionen eingeteilt, die von Mowses Silikjan, Andranik Osanian und Michail Areschian angeführt wurden. Eine andere Einheit stand unter dem Befehl Oberst Korganians. Die Frontlinie von Van nach Erzincan wurde von diesen armenischen Verbänden gehalten. Ozanian soll 150.000 Mann zur Verfügung gehabt haben. Nach Gründung der Demokratischen Republik Armenien wurde Nazarbekian der erste Oberbefehlshaber des Landes.

### Andere
Es gab auch kurdische Milizen, die teilweise für die Osmanen, teilweise für die Russen kämpften.
Lionel Dunsterville wurde 1917 zum Befehlshaber über die Dunsterforce, die aus 1.000 australischen, britischen, kanadischen und neuseeländischen Soldaten bestand, ernannt. Die Dunsterforce hatte auch gepanzerte Fahrzeuge zur Verfügung.

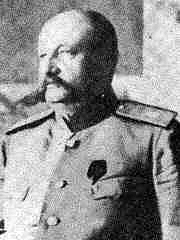
Nikolai Nikolajewitsch Judenitsch (1862–1933)
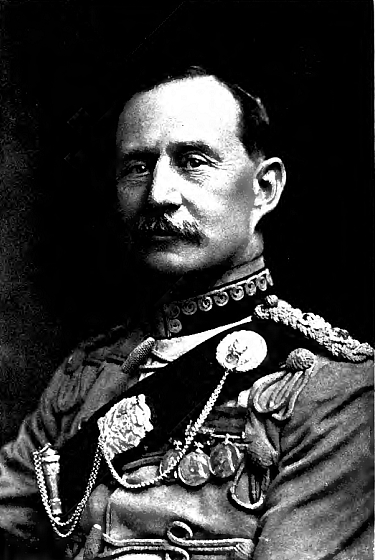
Lionel Dunsterville (1865–1946)
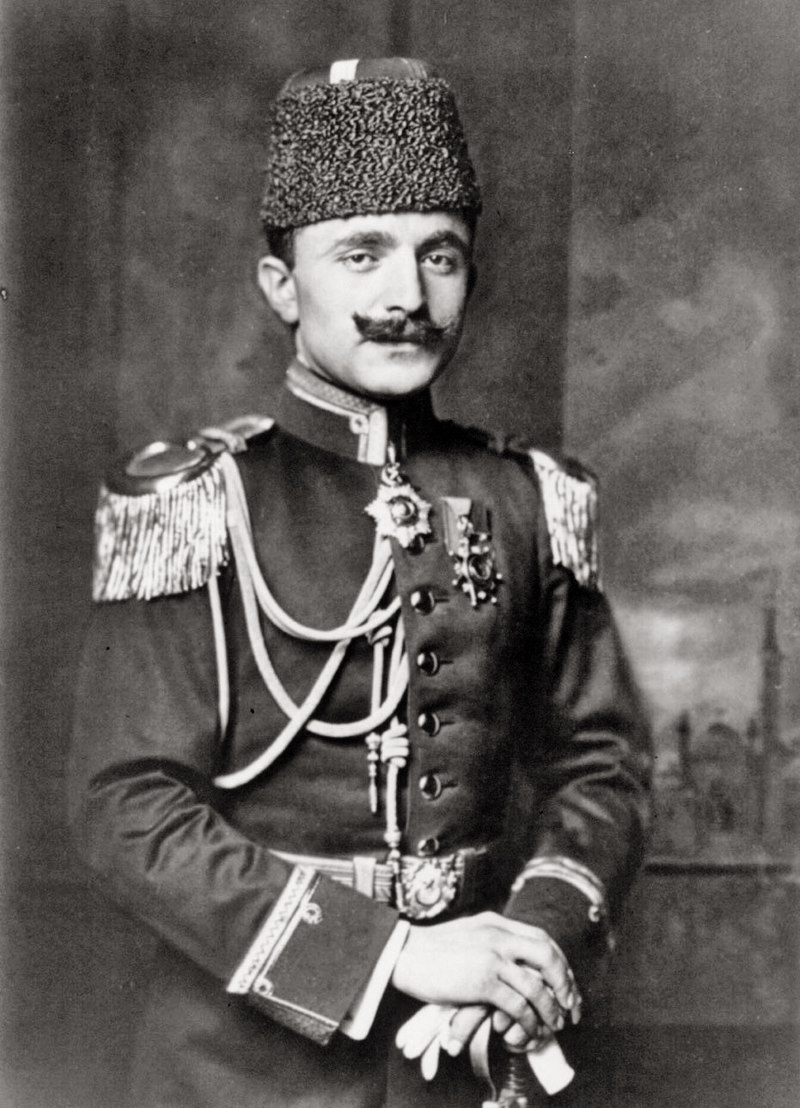
Enver Pascha (1881–1922)
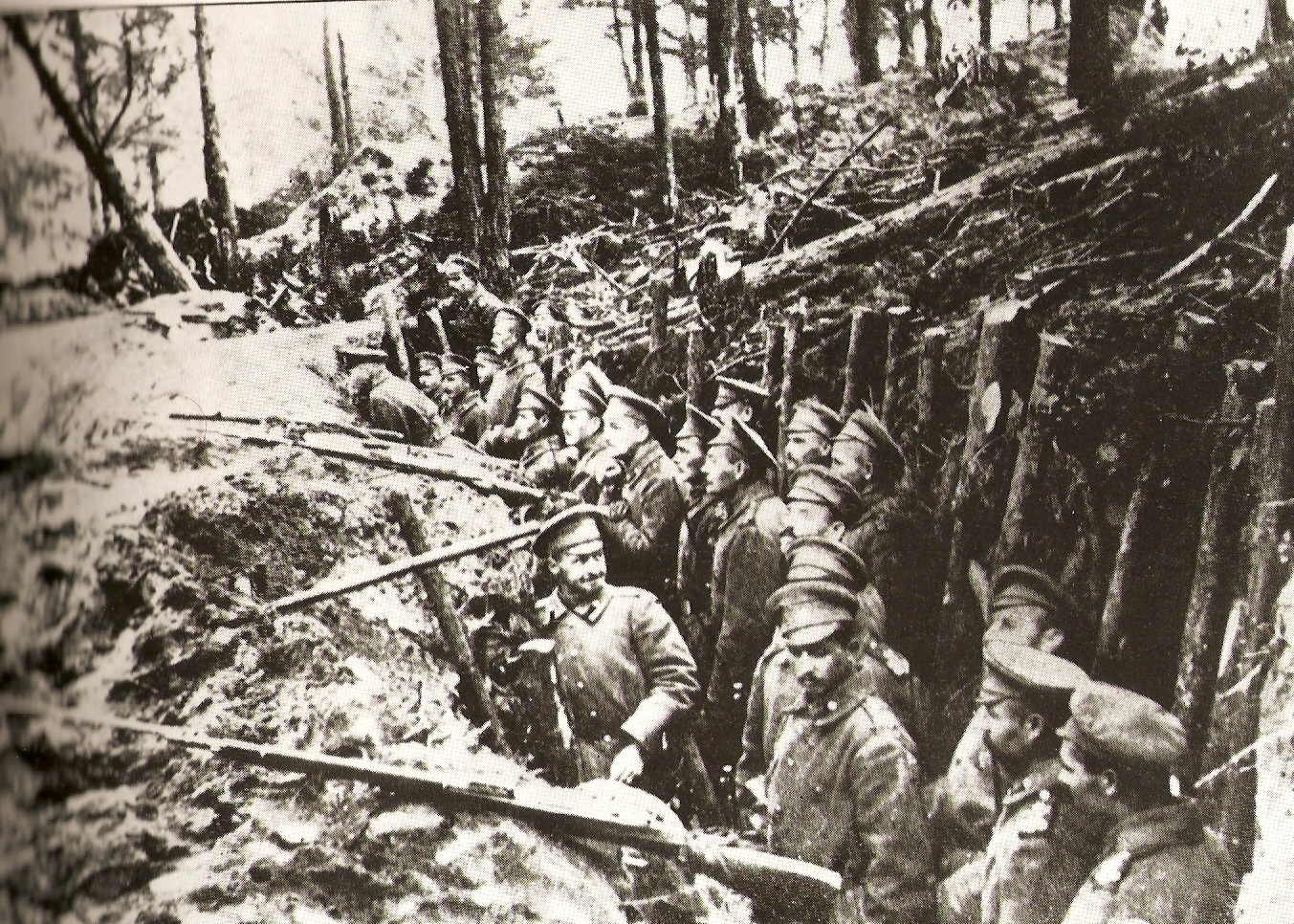
Die russische Kaukasusarmee bei Sarıkamış 1914
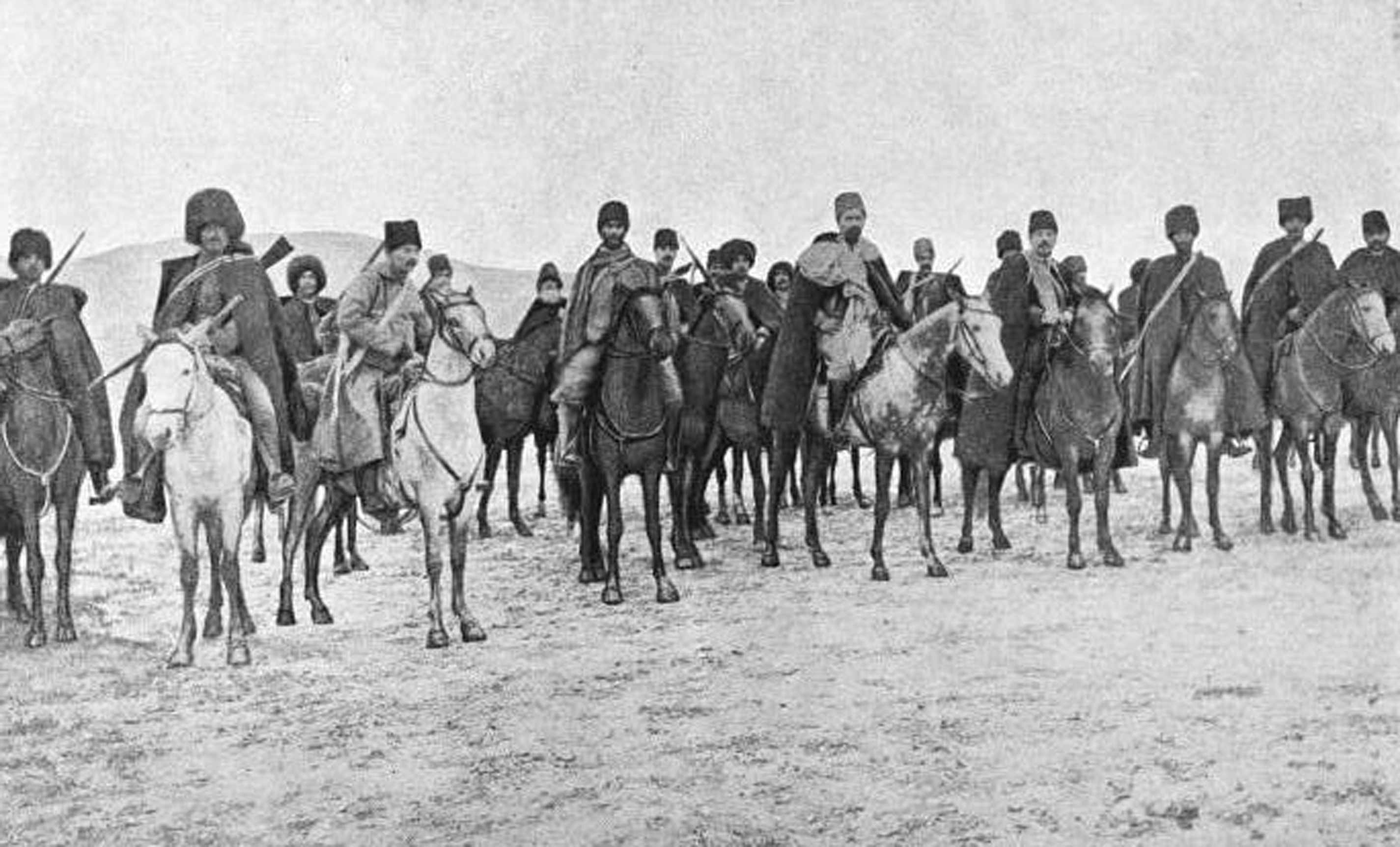
Armenische Freiwillige 1914
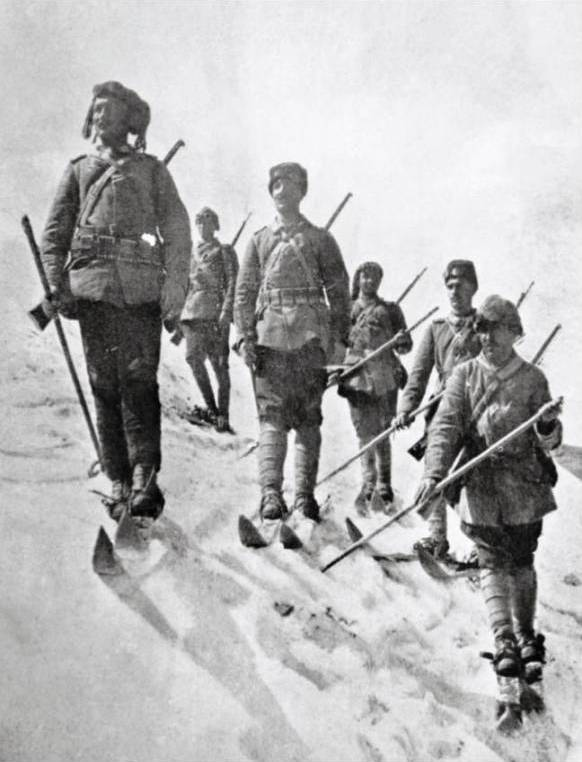
Osmanische 3. Armee mit Winterausrüstung 1914
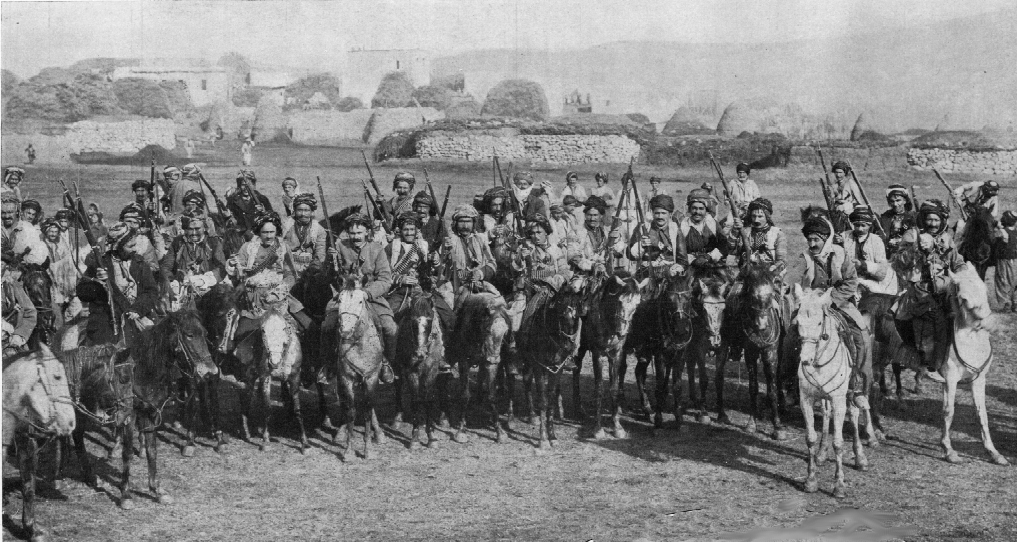
Kurdische Kavalleristen 1915

## Operationen

### Vorspiel
Im Juli 1914 fand in Erzurum ein armenischer Kongress statt, bei dem die Armenier ihre Strategie für den Fall des Krieges zwischen Russland und dem Osmanischen Reich festlegen wollten. Das regierende Komitee für Einheit und Fortschritt in Istanbul entsandte Naci Bey und Bahaeddin Şakir zum Kongress. Das Komitee wollte die Armenier auf Seiten der Osmanen wissen. Die Armenier beteuerten ihre Loyalität zum Reich, wollten aber unabhängig von der osmanischen Regierung agieren. Die Regierung in Istanbul kam zu dem Schluss, dass die Armenier detaillierte Pläne für die Zusammenarbeit mit den Russen hätten und im Kriegsfall gegen die Osmanen kämpfen würden.

### 1914
Nach dem Kriegseintritt des Osmanischen Reiches überschritt am 1. November 1914 die russische Armee die Grenze und begann mit der Offensive in Richtung Pasinler und Eleşkirt. Sie plante die Orte Doğubeyazıt und Köprüköy einzunehmen. Die offizielle Kriegserklärung Russlands an die Osmanen erfolgte am 2. November. Die Russen griffen mit 25 Infanteriebataillonen, 37 Kavallerieeinheiten und 120 Artilleriegeschützen an. Die Truppen bewegten sich in Form zweier Flügel. Der rechte Flügel, der aus dem I. kaukasischen Korps bestand, bewegte sich von Sarıkamış Richtung Köprüköy, das sie am 4. November erreichten. Das IV. russische Korps zog von Jerewan in die Ebene von Pasinler. Der Befehlshaber der osmanischen 3. Armee Hasan İzzet Pascha wollte wegen des harten Winters nicht in die Offensive gehen, sondern stattdessen defensiv bleiben und zur rechten Zeit angreifen. Doch er wurde von Kriegsminister Enver Pascha überstimmt und startete am 7. November mit dem XI. Korps und der gesamten Kavallerie seine Offensive. Diese wurde von kurdischen Stammeskriegern unterstützt. Jedoch schaffte es die Kavallerie nicht, die Russen einzukreisen und die Kurden erwiesen sich als unzuverlässig. Die Russen gewannen neues Terrain, doch die Osmanen hielten ihre Stellungen außerhalb von Köprüköy. Am 12. November verstärkte Ahmet Fevzi Pascha mit seinem IX. Korps das XI. Korps an der linken Flanke. Die 3. Armee drängte die Russen zurück und eroberte nach der Azap-Offensive zwischen dem 17. und 20. November Köprüköy zurück. Ende November hatte sich die Front stabilisiert und die Russen standen 25 km tief im gegnerischen Land auf einer Linie von Erzurum nach Sarıkamış. Der russische Erfolg an der südlichen Front gelang auch mit Hilfe der armenischen Freiwilligen, die die Orte Karaköse (heute Ağrı) und Doğubeyazıt (nördlich der Provinz Van) eingenommen hatten. Die osmanischen Verluste waren hoch: 9000 Tote, 3000 Gefangene und 2800 Deserteure.
Im Dezember 1914 besuchte Zar Nikolaus II. die Front. Er empfing den Vorsitzenden der armenischen Kirche zusammen mit dem Präsidenten des armenischen Nationalkonzils in Tiflis Alexander Khatisyan. Gegenüber diesen sagte der Zar:

„Aus allen Ländern strömen die Armenier herbei, um der ruhmreichen russischen Armee beizutreten und um mit ihrem Blut für den Sieg der russischen Armee zu dienen… Lasst die russische Flagge frei an den Dardanellen und dem Bosporus wehen, Lasst euren Willen die Menschen [Armenier], die unter dem türkischen Joch leben, Freiheit empfangen. Lasst das armenische Volk der Türkei, das für den Glauben an Christus gelitten hat, die Auferstehung für ein neues freies Leben empfangen…“

Am 15. Dezember 1914 konnten die Osmanen unter dem Befehl von Oberstleutnant Stange, der Stange Bey genannt wurde, nach der Schlacht von Ardahan das russische Ardahan einnehmen. Stanges anfängliche Mission war es, in der Çoruhregion zu operieren. Er wurde von rebellischen Adscharen unterstützt. Enver Pascha änderte Stanges Mission um, damit die Truppen die Russen bei Sarıkamış bekämpfen konnten.
Im Dezember 1914 griffen die osmanischen Armeen Sarıkamış an. Gouverneur Woronzow plante im Falle eines Angriffes der Osmanen den Rückzug der Armee nach Kars, doch Judenitsch verweigerte den Befehl und verteidigte Sarıkamış. Die Schlacht von Sarıkamış entwickelte sich für die Osmanen zu einer Katastrophe.

### 1915

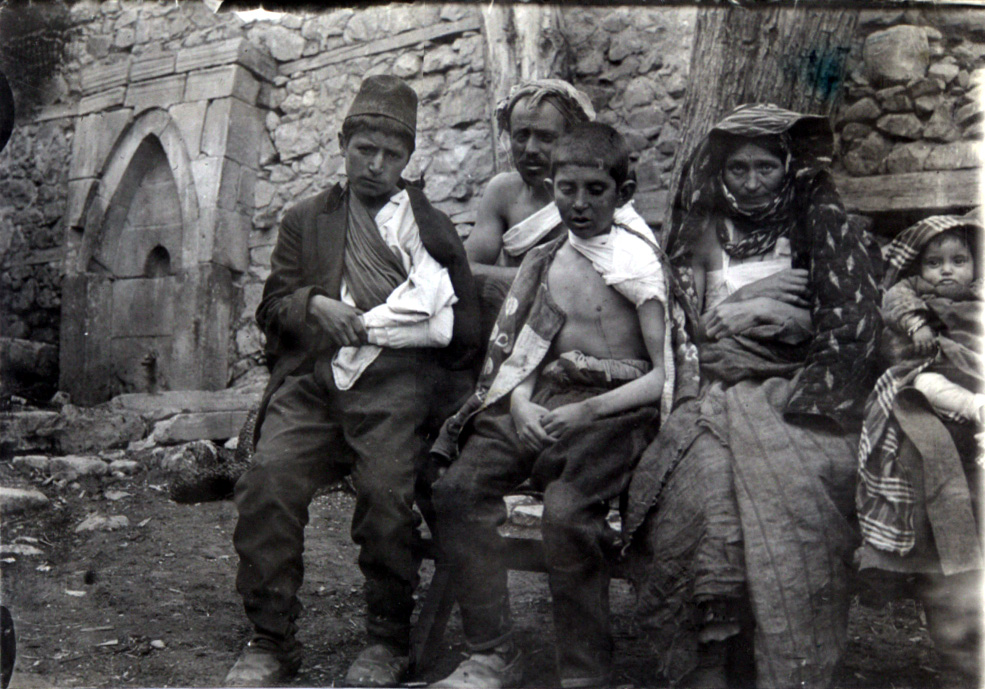
1915, Muslimische Flüchtlinge aus Hasankale

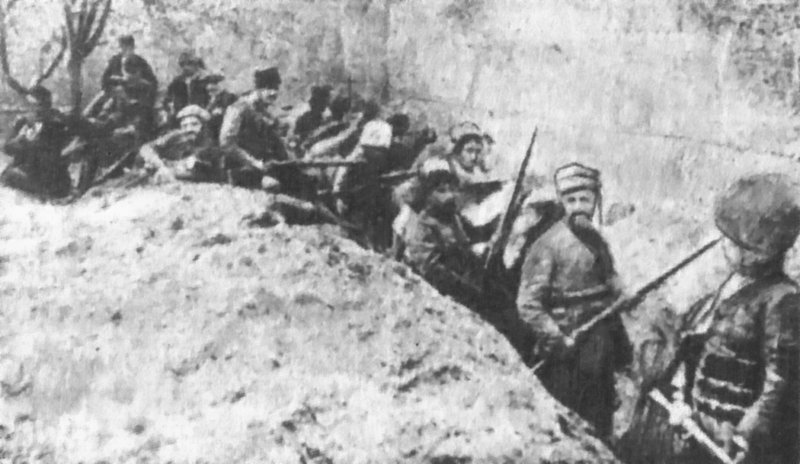
Armenische Milizen in einem Verteidigungsgraben bei dem Kampf um Van im Mai 1915.

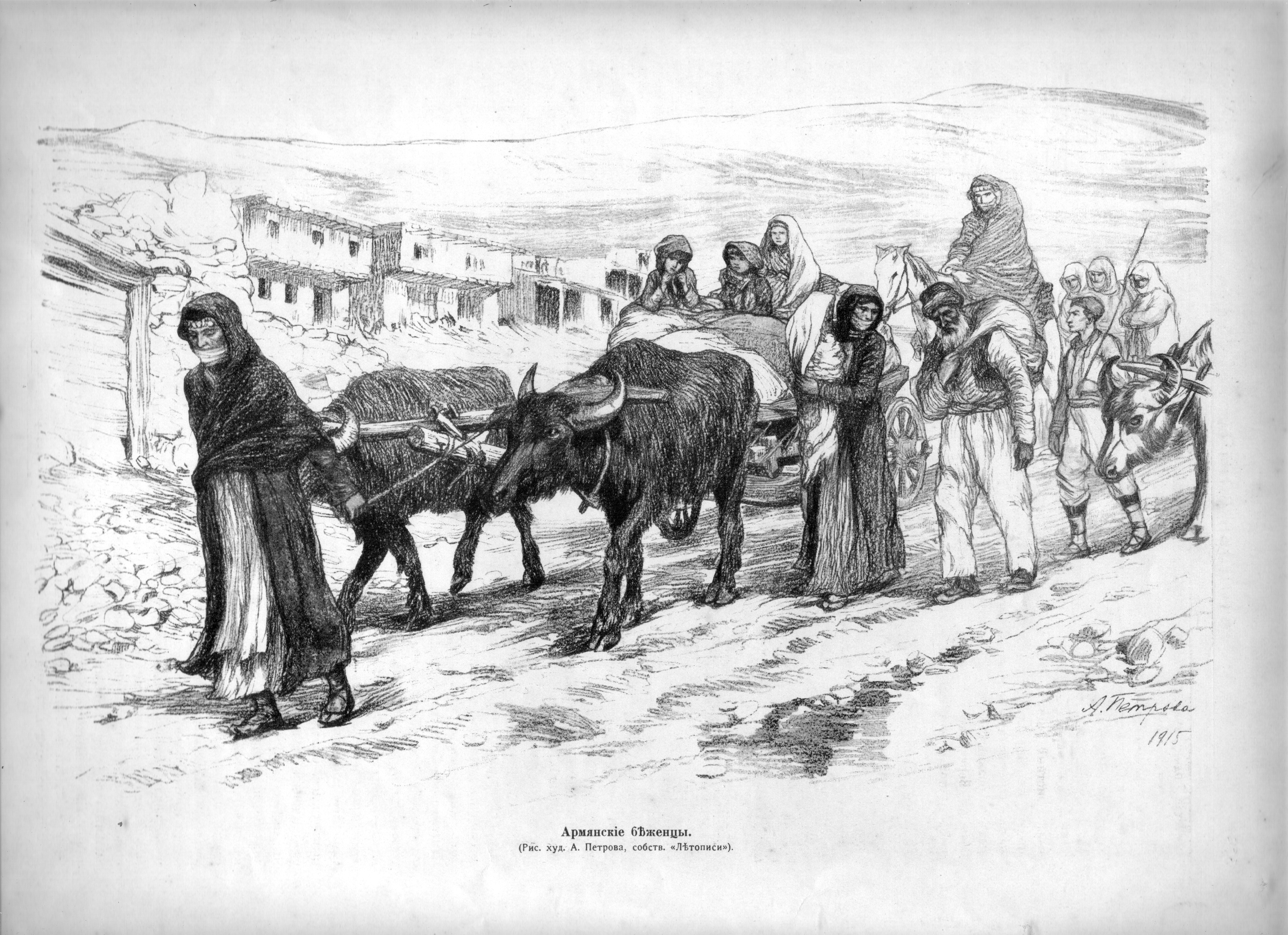
1915, Einige der 250.000 armenischen Flüchtlinge, die den zurückweichenden Russen folgten.

Am 6. Januar stand das Hauptquartier der 3. Armee unter Beschuss. Hafız Hakkı Pascha ordnete den kompletten Rückzug an. Am 7. Januar marschierten die verbliebenen Truppen nach Erzurum. Nach der Schlacht von Sarıkamış verblieben nur 10 % der Soldaten und Enver Pascha trat vom Kommando zurück. Die armenischen Verbände hatten einen nicht unbedeutenden Anteil an der Niederlage, denn sie verschafften den Russen Zeit, ihre Truppen in Sarıkamış zu konzentrieren. Enver Pascha gab nach seiner Rückkehr nach Istanbul die Schuld an der Niederlage in Sarıkamış den Armeniern der Region, die aktiv mit den Russen zusammengearbeitet hatten. Auch Oberstleutnant Stange zog sich am 18. Januar aus Ardahan und bis zum 1. März 1915 auf seine Ausgangsstellungen zurück.
Judenitsch wurde für seinen Sieg in Sarıkamış gefeiert und wurde als Kommandeur der russischen Armee im gesamten Kaukasus vorgeschlagen. Die Alliierten erwarteten nun von den Russen die Entlastung der Westfront, während die Russen um einen Angriff über das Schwarze Meer baten, um die Kaukasusfront zu entlasten. Die Attacken von See aus gaben den Russen die Gelegenheit, ihre Kräfte zu erneuern. Auch die im Frühjahr 1915 begonnene Schlacht von Gallipoli entlastete Russland im Osten. Am 12. Februar 1915 starb Hafız Hakkı Pascha an Typhus und wurde durch Brigadegeneral Mahmut Kamil Pascha ersetzt.
Der März verlief ruhig und die 3. Armee wurde durch Soldaten der 1. und 2. Armee verstärkt, doch die Verstärkung war nicht mehr als eine Division stark. Die Schlacht von Gallipoli verschlang die osmanischen Ressourcen. Die Russen hielten die Städte Eleşkirt, Ağrı und Doğubeyazıt. Es gab kleine Scharmützel. Die Osmanen hatten nicht genug Truppen, um die ganze Region zu sichern.
Am 20. April begann der Kampf um Van. Armenische Bewaffnete verteidigten die 30.000 Einwohner und 15.000 Flüchtlinge der Stadt. Sie hatten 1500 Mann unter Waffen. Ihre Ausrüstung bestand aus 300 Gewehren, 1000 Pistolen und anderen alten Waffen. Der Konflikt dauerte mehr als drei Wochen, bis General Judenitsch die Stadt entsetzen konnte. Ein Teil seiner Armee, bestehend aus einer Brigade Kosaken unter General Truchin und einigen freiwilligen armenischen Kämpfern, zog nach Van. Judenitsch erreichte am 21. Mai die Stadt und bestätigte die provisorische armenische Regierung mit Gouverneur Aram Manougian im Amt. Mit Van als neuem Standort verlagerten sich die Kämpfe weiter nach Westen.
Am 24. April 1915 sandte Innenminister Talat Pascha ein Schreiben an das Oberkommando. Darin bezichtigte er die Armenier der Zusammenarbeit mit den russischen Invasoren und des Verrats am Osmanischen Reich. Talat Pascha gab als Beispiel den armenischen Aufstand in Van an.
Am 6. Mai rückten russische Truppen durch das Tal von Tortum Richtung Erzurum vor. Die 29. und 30. osmanische Division konnten diesen Angriff abwehren und das X. osmanische Korps ging zum Gegenangriff über. Doch am südlichen Abschnitt der russischen Linie waren die Osmanen nicht so erfolgreich und so fiel am 11. Mai die Stadt Malazgirt an die Russen. Am 17. Mai betraten die Russen die Stadt Van und die osmanischen Truppen wurden weiter zurückgedrängt. Die Osmanen gerieten zusätzlich durch armenische Aufstände in Schwierigkeiten, so dass die Nachschublinien unterbrochen wurden. Die gebirgige Region südlich des Vansees war sehr verwundbar, denn die Osmanen mussten eine Front von 600 Kilometern mit nur 50.000 Mann und 130 Artilleriegeschützen verteidigen.
Während der russischen Offensive ordnete Talat Pascha am 27. Mai die Deportation der Armenier der Region in die südlichen Provinzen von Syrien und Mosul an. Am 13. Juni kehrten die Russen auf ihre Ausgangslinien zurück. Sie starteten am 19. Juni eine neue Offensive nordwestlich des Vansees. Russische Kräfte begannen unter Oganowski einen Angriff in den Hügeln westlich von Malazgirt. Sie unterschätzten aber die Zahl der osmanischen Truppen vor Ort und verloren die Schlacht bei Malazgirt. Die Russen zogen daraufhin nach Muş, ohne zu wissen, dass das osmanische IX. Korps und die 17. und 28. Division ebenfalls nach Muş zogen. Obwohl die Umstände für die Osmanen schwierig waren, gelang eine Reorganisation. Südlich der russischen Linien wurden die 1. und 5. Expeditionsstreitkräfte aufgestellt und unter Brigadegeneral Abdülkerim Pascha eine von der 3. Armee unabhängige Truppe eingerichtet. Abdülkerim Pascha stand direkt mit Enver Pascha in Verbindung. Die Osmanen waren vorbereitet.
Am 24. September ersetzte Großfürst Nikolai Nikolajewitsch Romanow Illarion Woronzow-Daschkow als Kommandeur aller russischen Armeen im Kaukasus. Doch in Wirklichkeit kommandierte General Judenitsch weiterhin die russischen Truppen, während der Großfürst nur nominell Oberbefehlshaber war. An der Front blieb es vom Oktober bis Jahresende ruhig. Judenitsch nutzte diese Zeit um die Armee neu zu organisieren. An der Wende zum Jahr 1916 hatten die Russen 200.000 Mann unter Waffen und 380 Artilleriegeschütze. Auf der anderen Seite versäumte es das osmanische Oberkommando, die Verluste auszugleichen. Die Schlacht von Gallipoli hatte den größten Teil der Truppen und Ressourcen gebunden, so dass die fehlenden Männer des IX., X. und XI. Korps nicht ersetzt werden konnten. Zusätzlich wurden die 1. und 5. Expeditionsstreitkräfte an die Front in Mesopotamien verlegt. Das osmanische Oberkommando entschied auf Grund der Lage an den anderen Fronten, dass diese Region nicht erstrangig war.
Im Januar 1916 waren die Osmanen 126.000 Mann stark, worunter nur 50.539 kampferprobte Soldaten waren. Es gab 74.057 Gewehre, 77 Maschinengewehre und 180 Geschütze. Auf dem Papier war die osmanische Armee am Kaukasus groß, aber die Kampfkraft war gering, viele Soldaten unterernährt und schlecht ausgerüstet. Die Osmanen hofften, dass die Russen keine neuen Offensiven starten würden, doch diese Hoffnungen erwiesen sich als falsch.

### 1916

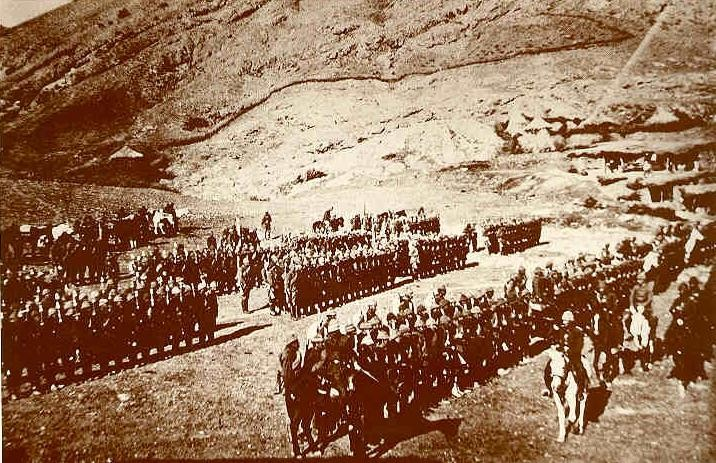
Mustafa Kemal in Bitlis

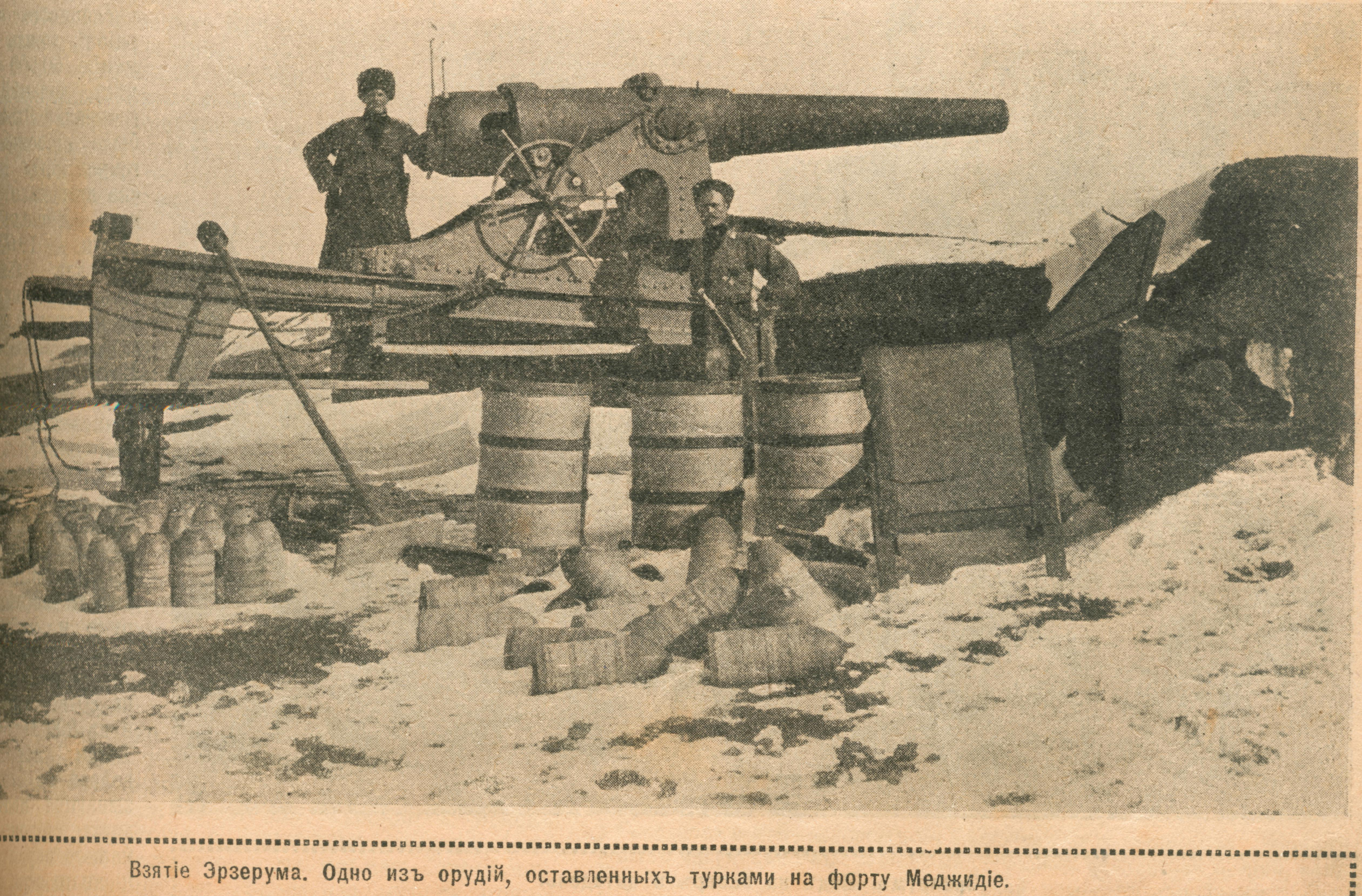
Ein erobertes Geschütz nach der russischen Einnahme Erzurums, 1916

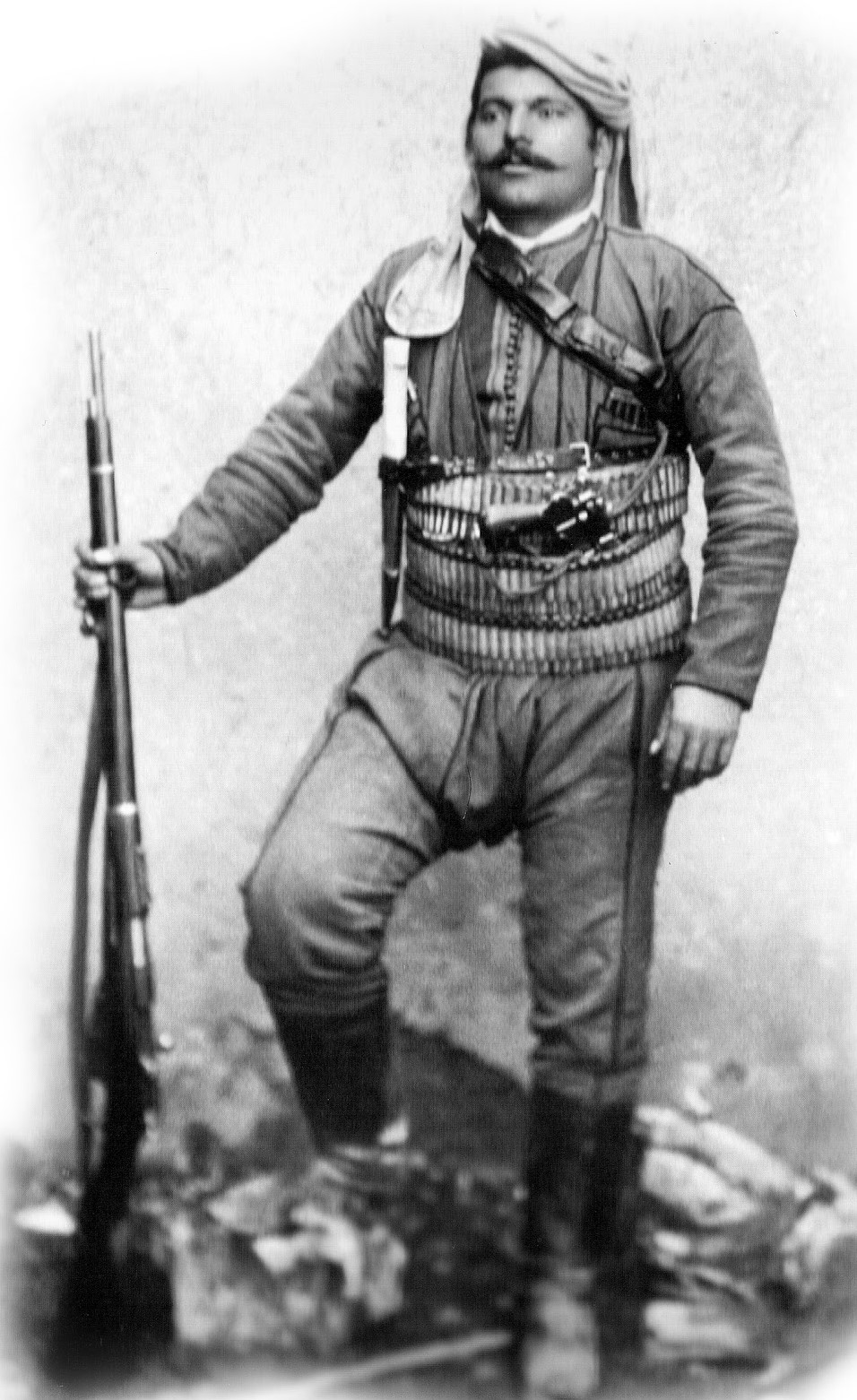
Murad von Sebastia gehörte zu den Widerstandskämpfern 1915 in Sivas. Er nahm 1916 an der Schlacht von Erzincan teil und starb 1918 bei der Schlacht um Baku.

Anfang Januar verließ Judenitschs Armee heimlich das Winterquartier und marschierte gegen die Stadt Erzurum. Der Winter in diesem Teil Anatoliens ist lang und hart und daher eine ungeeignete Zeit für Militäroperationen. Die Osmanen hatten schon 1914 wegen der Witterung viele Soldaten verloren. Doch Judenitsch sah dies als eine Gelegenheit, um die Osmanen zu überraschen. So wurden die osmanischen Truppen bei Köprüköy überrumpelt und schnell besiegt.
Die russischen Kräfte waren den Osmanen zahlenmäßig nicht sonderlich überlegen, so dass Judenitsch die Front an der schwächsten Stelle angreifen musste. Während der osmanische Kommandeur der dritten Armee Mahmut Kamil Pascha sich mit seinen Männern in den Hügeln von Deve-Boyun in der Nähe von Erzurum aufhielt, brachen die Russen bei Kara-Göbek und Tafet durch. So konnten die Russen die zwei Verteidigungsringe um die Stadt durchbrechen und Erzurum einnehmen. Die Osmanen hatten sich am 16. Februar aus der Stadt zurückgezogen. Im Februar wurde der Kommandeur der 3. Armee Mahmut Kamil Pascha durch Vehib Pascha ersetzt. Am 24. Februar wurde Rize durch die russische Flotte besetzt.
Im April bewegten sich die Russen in zwei Richtungen von Erzurum aus. Ein Teil zog nach Norden und nahm Mitte April Trabzon ein, das schon seit dem 23. Januar von See aus beschossen wurde, während sich der zweite Teil Richtung Bitlis und Muş bewegte. Die Russen bedrängten die 2. osmanische Armee und besiegten sie in den Schlachten von Bitlis und Muş. Bitlis war die letzte Verteidigungslinie, die die Russen daran hindern sollte, nach Zentralanatolien und nach Mesopotamien vorzudringen. Die Osmanen gingen in die Offensive, doch Judenitsch erwiderte dies mit einem Gegenangriff Richtung Erzincan. Die Stadt Erzincan fiel am 2. Juli und Trabzon konnte gegen die Osmanen gehalten werden.
Am 7. August konnte Mustafa Kemal, der 1915 bei Gallipoli erfolgreich gekämpft hatte und im März 1916 an die Kaukasusfront versetzt wurde, mit dem XVI. Korps der 2. Armee die Städte Bitlis und Muş zurückerobern. Die Kämpfe östlich des Vansees dauerten während des Sommers an, blieben aber ergebnislos.
Der Befehlshaber der 2. Armee Ahmed İzzet Pascha entschied sich für einen Angriff nach Ende der russischen Offensive. Eine militärische Gruppe aus drei Korps wurde aufgestellt und marschierte entlang der Küste. Die 2. Armee rückte am 2. August an. Während Judenitsch sich im Norden mit der 3. Armee beschäftigte, kämpfte die 2. Armee im Süden gegen den zweiten Teil der russischen Armee und die armenischen Freiwilligen unter General Towmas Nasarbekjan. Doch der anfängliche Erfolg brachte nicht den Sieg. Die 2. Armee litt unter Nachschubmängeln und logistischen Problemen. Nazarbekian drängte Mustafa Kemals Truppen wieder aus den Städten Bitlis und Muş heraus.
Ende September endeten die osmanischen Angriffe. Die 2. Armee hatte 30.000 Tote und Verletzte zu verzeichnen. Die Russen konnten die Front halten und verstärken. Den Rest des Jahres reorganisierten die Osmanen ihre Truppen, während die Russen sich ruhig verhielten. Der Winter 1916/17 war sehr hart und machte das Kämpfen nahezu unmöglich.

### 1917
Die russischen Pläne für neue Offensiven wurden nie umgesetzt, da es in Russland zu politischen und sozialen Krisen kam. Auch innerhalb der Armee gab es Unruhe. Diese Situation führte im Zarenreich zur Februarrevolution. Viele russische Soldaten verweigerten den Gehorsam und desertierten, denn weder das russische Volk noch die russische Armee wollten länger Krieg führen. Laut Fevzi Çakmak verließen 100.000 russische Soldaten die Kaukasusfront, trotzdem standen den Osmanen noch 250.000 Russen gegenüber. Zusätzlich kam es unter der Kaukasusarmee zu einer Typhusepidemie, zu Fällen von Skorbut und anderen Krankheiten aufgrund schlechter Ernährung und Hygiene.
Bis zur Februarrevolution war eine osmanische Offensive unrealistisch. Nach der Schlacht von Sarıkamış hatten die Osmanen große Probleme, das Gebiet zu verteidigen. Aus der Februarrevolution konnten sie keinen Vorteil ziehen, unter anderem, weil Enver Pascha fünf Divisionen vom Kaukasus an die Front nach Mesopotamien und Palästina verlegte.
Am 1. März verkündete der Petrograder Sowjet der Arbeiter- und Soldatendeputierten den Befehl Nr. 1, der unter anderem die Demokratisierung der Armee vorsah. So sollten die Soldaten ihre Repräsentanten selber wählen können. Großfürst Nikolai Nikolajewitsch wurde am 9. März 1917 durch das Besondere Transkaukasische Komitee ersetzt. Die neue Provisorische Regierung wollte General Judenitsch nach Zentralasien versetzen, doch dieser trat von seinen militärischen Ämtern zurück.
Im Sommer 1917 berief die Westarmenische Administration eine Konferenz ein, um schnelle Maßnahmen zu ergreifen und bis Ende 1917 eine Miliz mit 20.000 Mann unter dem Befehl Andraniks aufzustellen. Zivilkommissar Hakob Zavriev ernannte Andranik zum Generalmajor. Die 1. Brigade von Andranik bestand aus den Regimentern aus Erzincan und Erzurum, die 2. Brigade aus den Regimentern aus Hınıs und Eleşkirt und die 3. Brigade aus den Regimentern aus Van und Zeyton (heute Süleymanlı in Kahramanmaraş).

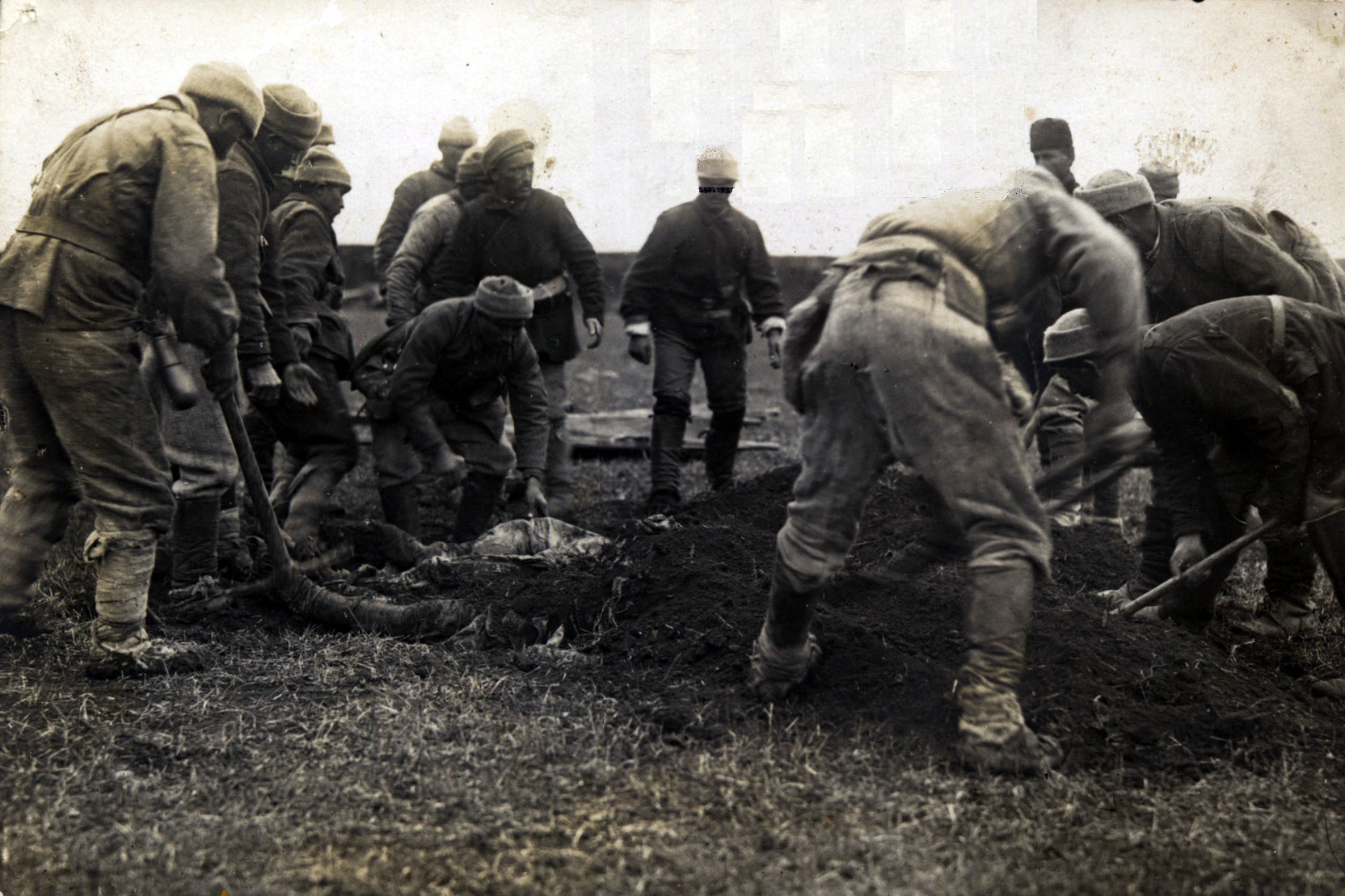
Osmanische Soldaten begraben muslimische Zivilisten.

Am 14. September 1917 stand die russische Armee kurz vor der kompletten Auflösung. Die Autorität innerhalb der Kommandostruktur ging verloren und Plünderungen nahmen zu. Gegen Ende des Herbstes wollte der amtierende General der Kaukasusfront Prschewalski georgische und armenische Einheiten innerhalb der russischen Armee aufstellen, um die Desintegration der Armee zu verhindern.
Am 23. Oktober – während der Oktoberrevolution – sah die militärische Situation wie folgt aus: Die 3. Osmanische Armee stand mit 66 Bataillonen aus 30.000 Mann, 177 Maschinengewehren und 157 Kanonen auf einer 190 km langen Linie vom Schwarzen Meer bis ins Munzur-Gebirge. Die Osmanen hatten Schwierigkeiten bei der Verpflegung und Ausrüstung der Armee. Russland verstärkte seine Stellungen in Erzurum und Trabzon. Die russische Linie erstreckte sich westlich von Trabzon entlang der Erzincan-Kemah-Passage durch den Süden Dersims Richtung Vansee und Başkale. Entlang dieser Linie hatten die Russen 86.000 Kämpfer und 146 Kanonen. Die Situation war stabil.
Als Reaktion auf die Machtübernahme der Bolschewiki in Russland wurde im November 1917 in Tiflis das Transkaukasische Kommissariat gegründet. Der georgische Menschewik Nikolos Tschcheidse war der Vorsitzende des Sejms (Senats). Doch der Sejm konnte nicht verhindern, dass sich die Militärmacht im Kaukasus in kleinere nationale Gruppen spaltete. Denn obwohl die Armenier auch Teil der Föderation waren, wollten sie sich mit Hilfe der Russen eine eigene nationale Armee aufbauen. Die nationalen armenischen Gruppen in Jerewan erklärten General Nazarbekian zum Oberbefehlshaber. Die armenischen Truppen bestanden aus: Der 1. Division unter General Christophor Araratov mit dem 1. Regiment Erzurum-Erzincan, dem 2. Regiment Hınıs, dem 3. Regiment Jerewan und dem 4. Regiment Erzincan-Jerewan. Oberst Movses Silikyan befehligte die 2. Division, die aus dem 5. Regiment Van, dem 6. Regiment Jerewan und den 7. und 8. Regimentern Alexandropol bestand. Stabschef der armenischen Korps war General Vickinski. Die Divisionen, die aus jeweils vier Regimentern bestanden, hatten drei reguläre und ein Ersatzregiment. Die Armenier hatten insgesamt 32.000 Mann. Neben diesen regulären Truppen standen noch 40 bis 50.000 Zivilisten unter Waffen. Alleine in Baku hatten die Russen den Armeniern 160 Kanonen, 180 Maschinengewehre und 160 Millionen Schuss Munition überlassen.
Am 5. Dezember 1917 unterzeichneten Russen und Osmanen den Waffenstillstand von Erzincan, der den Konflikt zwischen beiden Seiten beendete. Zwischen Dezember 1917 und Februar 1918 bewegten sich armenische Truppen zum Erstaunen der sich zurückziehenden Russen an die Front. Die Armenier nahmen die Stellungen der Russen an der Front ein und übernahmen die zurückgelassene russische Ausrüstung. Somit gab es Ende 1917 keine effektive russische Militärmacht mehr in der Region.
An der Wende zu 1918 waren die alliierten Kräfte, die Kosaken, die Georgier und die Armenier gewillt, den Osmanen Widerstand zu leisten. Im Falle einer Einigung zwischen Russland und dem Osmanischen Reich, wäre dies die einzige Strategie, um weiter gegen die Osmanen zu kämpfen. Die Armenier, die ihre Stellungen nach dem Rückzug der Russen hielten, wurden von den Briten mit einer Million Rubel unterstützt.

### 1918

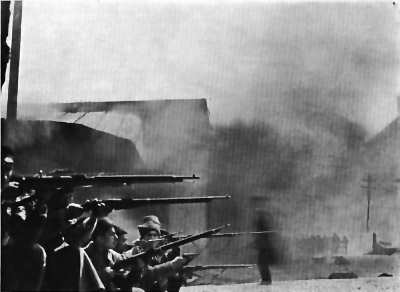
Armenische Truppen während der Märztage

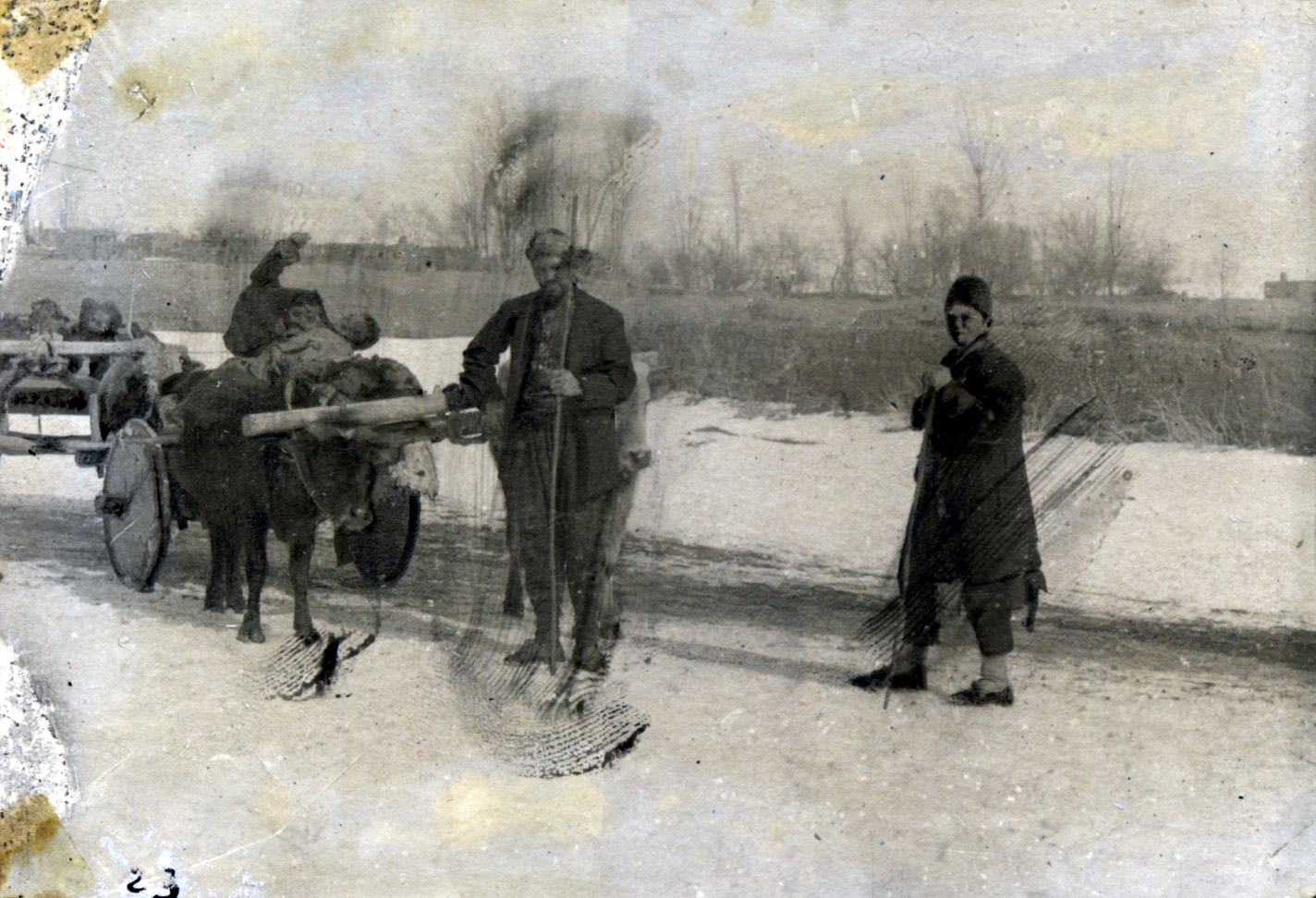
Einsammeln toter muslimischer Zivilisten

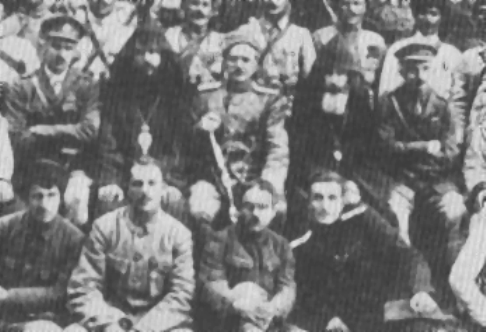
General Andranik ermöglichte 1918 die Flucht der armenischen Bevölkerung von Van vor der osmanischen Armee. Mit seinen Männern kämpfte er in den Bergen von Bergkarabach und Sangesur.

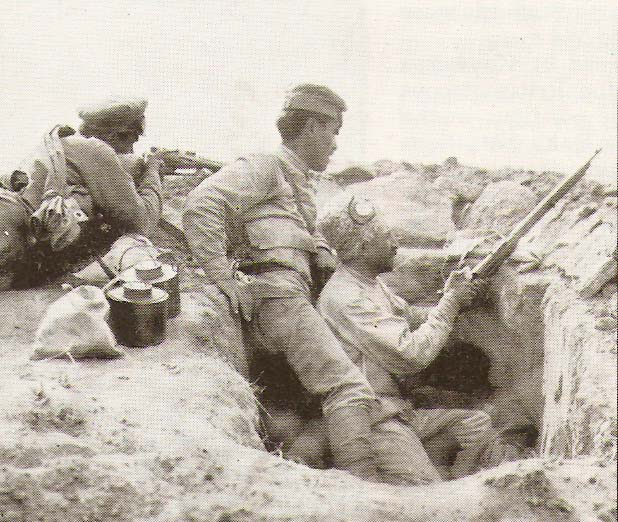
Armenische Soldaten während der Schlacht von Baku

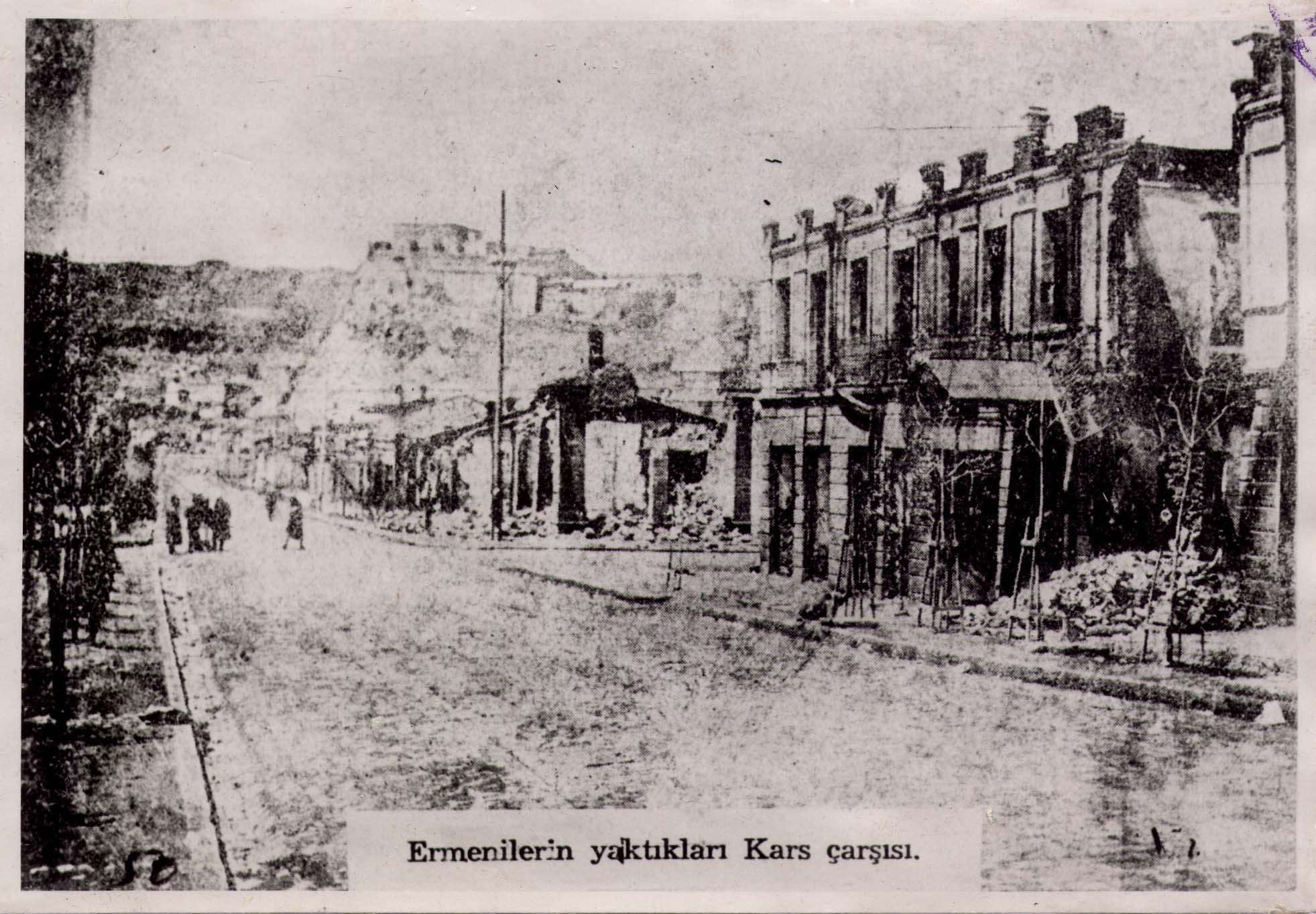
Zerstörte Einkaufsstraße in Kars

1918 suchten die Osmanen mit den neuen Machthabern in Russland eine Einigung. Jetzt, da sich die Russen zurückgezogen hatten, waren die südlichen Gebiete praktisch ungeschützt. Ende Januar besetzten Nazarbekians Divisionen die wichtigen Stellungen zwischen Jerewan nach Van und Erzincan. Ab Februar befehligte Nazarbekian die armenischen Truppen im ehemals russischem Kaukasus, während Ozanian den Befehl über die Armenier im osmanischen Gebiet übernahm. Diese Truppen bestanden lediglich aus ein paar Tausend Freiwilligen und etwa zweihundert Offizieren. Die 3. osmanische Armee begann ihre Offensive am 5. Februar. Sie bewegte sich östlich der Linie zwischen Tirebolu und Bitlis und eroberte die osmanischen Gebiete von den Armeniern zurück. So wurde am 7. Februar Kelkit, am 13. Februar Erzincan, am 19. Februar Bayburt, am 22. Februar Tercan und am 25. Februar Trabzon zurückerobert. Nun konnten die osmanischen Truppen über den Seeweg bei Trabzon verstärkt und versorgt werden. Die Armenier versuchten Erzurum zu halten, wurden aber am 12. März durch das 1. Kaukasus-Korps besiegt. Die Orte Malazgirt, Hınıs, Oltu, Köprüköy und Tortum wurden in den folgenden zwei Wochen erobert.
Am 3. März unterzeichnete Großwesir Talât Pascha mit Sowjetrussland den Friedensvertrag von Brest-Litowsk. Der Vertrag legte fest, dass Russland die Gebiete von Batumi, Kars und Ardahan, die 1877/1878 erobert worden waren, an die Osmanen abtrat. Weiterhin sollte der Transkaukasus unabhängig werden. In einer Geheimklausel wurde vereinbart, dass Russland die nationalen armenischen Truppen demobilisieren sollte.
Zwischen dem 14. März und April 1918 fanden in Trabzon zwischen den Osmanen und dem Transkaukasischen Sejm Friedensverhandlungen statt. Enver Pascha bot ein Ende der osmanischen Ambitionen im Kaukasus an, wenn der Sejm den Vertrag von Brest-Litowsk anerkenne. Am 5. April akzeptierte der Vorsitzende der Sejmdelegation Akaki Chkhenkeli den Vertrag von Brest-Litowsk als Grundlage für weitere Verhandlungen. Er riet der Regierung in Tiflis, seinem Beispiel zu folgen. Doch die Atmosphäre in Tiflis war anders, denn die Regierung dort sah sich im Kriegszustand mit dem Osmanischen Reich.
Am 11. Mai gab es in Batumi eine neue Konferenz. Nun forderten die Osmanen mehr und wollten die Gebiete von Tiflis, Alexandropol und Etschmiadsin annektieren. Sie wollten mit einer Bahnstrecke Kars via Culfa mit Baku verbinden. Darauf zogen sich die armenischen und georgischen Delegierten zurück. Am 21. Mai begannen die Osmanen ihre Offensive und kämpften gegen die Armenier in den Schlachten von Sardarapat (21.–29. Mai), von Kara Kilise (24.–28. Mai) und von Bash Abaran (21.–24. Mai). Die Armenier siegten bei Sardapat und konnten so die Eroberung Jerewans abwenden. Die Verhandlungen von Batumi waren ergebnislos und endeten am 24. Mai. Am 26. Mai erklärten die Georgier den Austritt aus der Föderation und gründeten am 28. Mai die Demokratische Republik Georgien. Gefördert wurden sie durch das Deutsche Reich, das durch die Offiziere Friedrich Freiherr Kreß von Kressenstein und Friedrich-Werner Graf von der Schulenburg vor Ort vertreten war. Den Georgiern folgten am 28. Mai die Aserbaidschaner mit der Demokratischen Republik Aserbaidschan und die Armenier mit der Demokratischen Republik Armenien.
Am 4. Juni musste die Demokratische Republik Armenien den Vertrag von Batumi mit den Osmanen unterzeichnen. Doch in Bergkarabach leistete Andranik während des ganzen Sommers erfolgreich Widerstand gegen die 3. osmanische Armee. Im August 1918 setzte Andranik in Şuşa eine Regierung ein. Mit dem Eintreffen deutscher Truppen in Georgien verschlechterten sich die Beziehungen zwischen den Verbündeten Deutschland und dem Osmanischen Reich. Die Deutschen wollten die Rohstoffe der Region kontrollieren, vor allem die Ölfelder von Baku. Im Juni 1918 traf Vehib Pascha auf dem Weg nach Tiflis auf eine deutsch-georgische Armee. Sein Sieg am 10. Juni führte dazu, dass Berlin Istanbul mit der Kappung aller Hilfe und Rückzug der deutschen Truppen aus dem Osmanischen Reich drohte. Die osmanische Regierung stoppte daraufhin alle militärischen Operationen Richtung Georgien. Für den Moment richtete sich die Aufmerksamkeit der Osmanen auf den Iran und Aserbaidschan. Die deutschen Militärberater verließen Georgien Richtung Constanța und nahmen eine georgische Delegation, bestehend aus Akaki Chkhenkeli, Surab Awalischwili und Niko Nikoladse, für die Schließung eines Abkommens in Berlin mit. Doch durch die Niederlage der Deutschen im November 1918 kam es zu keiner Vertragsunterzeichnung mehr.
Enver Pascha hatte längst nicht mehr nur die Rückeroberung osmanischer Gebiete im Kopf, sondern eine osmanische Expansion Richtung Kaspisches Meer und Zentralasien. Dafür hatte er im März 1918 die Armee des Islams aufgestellt. Diese Armee war aber nicht größer als ein Korps und bestand aus etwa 14.000 bis 25.000 Mann. Sie bestand gänzlich aus Muslimen, von denen die meisten Türkisch sprachen. Im Juli befahl Enver Pascha der Armee des Islams, in die Zentralkaspische Diktatur einzumarschieren, um Baku zu erobern. Diese neue Offensive traf auf großen Widerstand der Deutschen, die Südrussland als ihre Kriegsbeute ansahen. In der Schlacht um Baku im September 1918 besiegte die Armee des Islams die britischen Streitkräfte in Baku.
Im Oktober starteten die Osmanen einen Angriff gegen Andranik, der zwischen Bergkarabach und Sangesur Widerstand leistete. Andranik wurde von der 3. Armee bei Schischi gestellt. Nach heftiger Schlacht konnten die Armenier die Osmanen zurückschlagen und sie von einem Vorstoß zum Fluss Varanda abhalten. Die Kämpfe zwischen Osmanen und Armeniern dauerten bis zum Waffenstillstand von Mudros an. Nach diesem Waffenstillstand mussten sich die osmanischen Truppen zurückziehen und die Armenier nahmen Bergkarabach wieder ein. Andranik hatte so eine Basis, um weiter nach Osten zu expandieren und einen Korridor nach Naxçıvan zu bilden.
Mit dem Waffenstillstand von Mudros am 30. Oktober endete der Konflikt an der Kaukasusfront. Am Ende des Krieges hatten die Osmanen trotz der Niederlagen an den anderen Fronten in Palästina, Mesopotamien, Persien (Erster Weltkrieg in Persien) und dem Sinai die Gebiete in Ostanatolien zurückgewonnen.

## Nachwirkungen

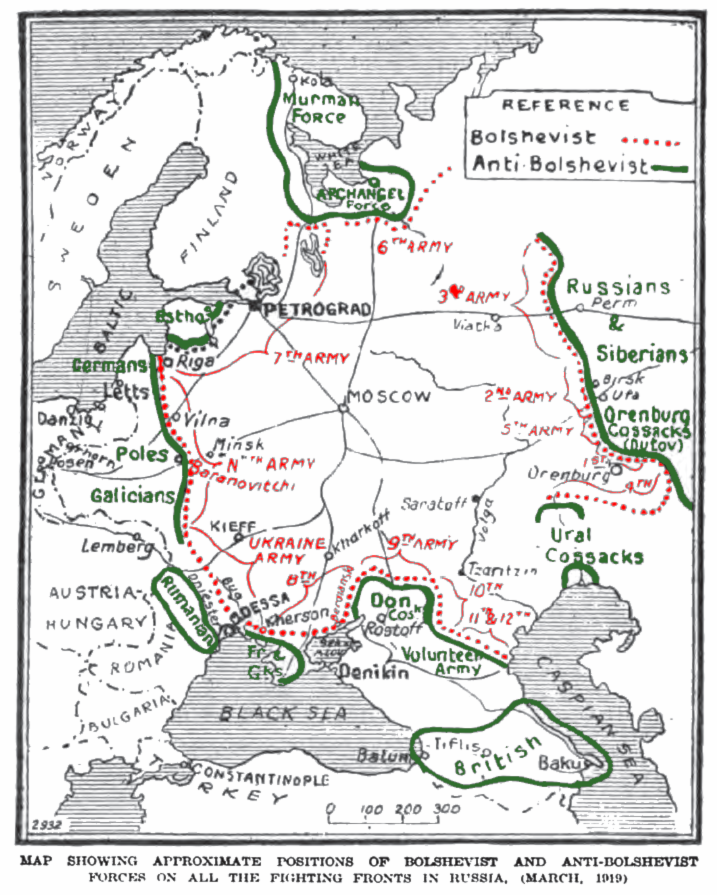
Stellungen der Dunsterforce (in der Karte als britisch markiert) nach dem Waffenstillstand

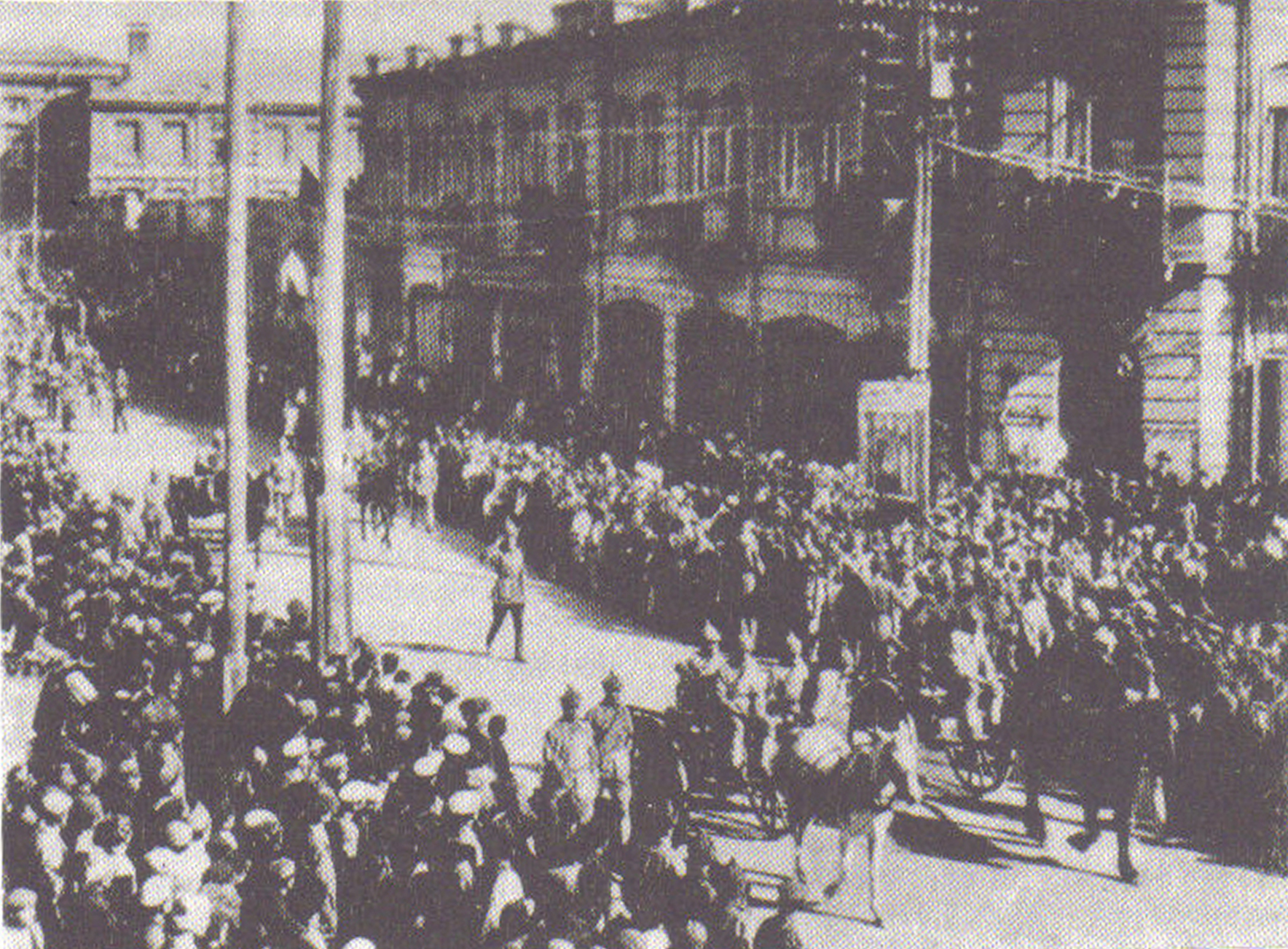
Die sowjetische 11. Rote Armee betritt 1920 Jerewan

Mit dem Ende des Weltkrieges veränderte sich die Situation in der Region stark. Mit der Oktoberrevolution und der Niederlage der Osmanen fanden zwei Großreiche ein Ende. Mit dem Verlust der russischen Zarenherrschaft im Kaukasus etablierten sich mehrere neue Nationalstaaten, die aber nur kurz existierten. Das Osmanische Reich musste als Verlierer den Vertrag von Sèvres 1920 unterzeichnen, der das Reich auf Anatolien begrenzte und den Sultan faktisch entmachtete.

### Nachfolgekriege
Im Vakuum der Oktoberrevolution hatte sich im Kaukasus die Transkaukasische Demokratisch-Föderative Republik gebildet, die aber nach wenigen Monaten in die Staaten Armenien, Aserbaidschan, Georgien und die Zentralkaspische Diktatur zerfiel. Noch im Jahr des Endes des Weltkrieges begann ein Krieg zwischen Georgien und Armenien um umstrittene Gebiete. Armenien kämpfte in einem weiteren Krieg von 1918 bis 1920 gegen Aserbaidschan. Auf der anderen Seite begannen die Türken unter Mustafa Kemal den türkischen Unabhängigkeitskrieg, der 1923 in der Gründung der Republik Türkei gipfelte. Die Türken konnten nach dem Türkisch-Armenischen Krieg durch den Vertrag von Alexandropol den größten Teil Ostanatoliens zurückgewinnen. Ein weiterer kurzlebiger Staat war die Südwest-Kaukasische Republik.

### Sowjetisierung des Kaukasus
Am 27. April 1920 erhielt die Regierung Aserbaidschans Meldung darüber, dass die Rote Armee die nördliche Grenze überschritten habe. Im Westen hatte Armenien große Teile des Landes besetzt, während im Osten aserbaidschanische Kommunisten gegen die Regierung rebellierten. Die Regierung kapitulierte vor der Roten Armee, doch einige Generäle und Milizen leisteten Widerstand gegen die Sowjets, so dass es einige Zeit dauerte, bis die Kontrolle hergestellt worden war und die Aserbaidschanische Sozialistische Sowjetrepublik ausgerufen wurde. Am 4. Dezember 1920 kapitulierte auch Armenien vor den Sowjets. Am Tag darauf betrat das Armenische Revolutionäre Komitee, das zum größten Teil aus aserbaidschanischen Armeniern bestand, die Stadt. Am 6. Dezember zog die Tscheka in Jerewan ein. Unter Aleksandr Miasnikyan wurde dann die Armenische Sozialistische Sowjetrepublik ausgerufen. Im Februar 1921 wurde dann zuletzt Georgien von den Sowjets besetzt.
Am 23. Oktober 1921 wurden mit dem Vertrag von Kars die Kampfhandlungen zwischen der türkischen Nationalbewegung und den sowjetischen Staaten im Kaukasus beendet. Der Vertrag von Kars war der Nachfolgevertrag des Vertrags von Moskau vom März 1921. Am 30. Dezember 1922 gründeten die sowjetischen Staaten mit dem Unionsvertrag die Sowjetunion.